# Christian Sprenger
Christian Sprenger (n. 19 decembrie 1985, Brisbane, Queensland, Australia) este un înotător ce a reprezentat Australia, medaliat olimpic. A participat la 3 ediții ale Jocurilor Olimpice (2008, 2012, 2016) în care a câștigat 4 medalii de argint și o medalie de bronz.